# Margaret Wangari Muriuki
Margaret Wangari Muriuki (ur. 21 marca 1986 w Nakuru) – kenijska lekkoatletka specjalizująca się w biegach długich i średnich.
Trzy razy startowała w przełajowych mistrzostwach świata zdobywając trzy krążki w rywalizacji drużynowej. W 2012 sięgnęła po brąz mistrzostw Afryki w Porto-Novo w biegu na 1500 metrów. W 2022 zdobyła srebrny medal w biegu maratońskim podczas igrzysk Wspólnoty Narodów w Birmingham.

## Osiągnięcia
| Rok  | Impreza                         | Miejsce    | Konkurencja         | Lokata     | Wynik    |
| ---- | ------------------------------- | ---------- | ------------------- | ---------- | -------- |
| 2007 | Igrzyska afrykańskie            | Algier     | bieg na 1500 metrów | 7. miejsce | 4:13,70  |
| 2008 | Mistrzostwa świata w przełajach | Edynburg   | bieg seniorek       | 8. miejsce | 25:46    |
| 2008 | Mistrzostwa świata w przełajach | Edynburg   | drużyna seniorek    | 2. miejsce |          |
| 2010 | Mistrzostwa świata w przełajach | Bydgoszcz  | bieg seniorek       | 6. miejsce | 24:42    |
| 2010 | Mistrzostwa świata w przełajach | Bydgoszcz  | drużyna seniorek    | 1. miejsce |          |
| 2012 | Mistrzostwa Afryki w przełajach | Kapsztad   | bieg seniorek       | 2. miejsce | 27:05    |
| 2012 | Mistrzostwa Afryki              | Porto-Novo | bieg na 1500 metrów | 3. miejsce | 4:06,50  |
| 2013 | Mistrzostwa świata w przełajach | Bydgoszcz  | bieg seniorek       | 5. miejsce | 24:39    |
| 2013 | Mistrzostwa świata w przełajach | Bydgoszcz  | drużyna seniorek    | 1. miejsce |          |
| 2013 | Mistrzostwa świata              | Moskwa     | bieg na 5000 metrów | eliminacje | DNF      |
| 2014 | Igrzyska Wspólnoty Narodów      | Glasgow    | bieg na 5000 metrów | 4. miejsce | 15:10,38 |
| 2014 | Mistrzostwa Afryki              | Marrakesz  | bieg na 5000 metrów | 4. miejsce | 15:55,18 |
| 2022 | Igrzyska Wspólnoty Narodów      | Birmingham | maraton             | 2. miejsce | 2:28:00  |

## Rekordy życiowe
- bieg na 1500 metrów – 4:06,50 (29 czerwca 2012, Porto-Novo)
- bieg na 3000 metrów – 8:37,97 (22 lipca 2010, Monako)
- bieg na 5000 metrów – 14:40,48 (13 czerwca 2013, Oslo)
- bieg na 10 kilometrów – 31:05 (1 maja 2010, Marsylia)
- półmaraton – 1:09:02 (19 października 2014, Walencja)
- maraton – 2:28:00 (30 lipca 2022, Birmingham)